# Ian Clarke
Ian Clarke (20. srpna 1946, Londýn, Anglie, Spojené království) je anglický bubeník, nejvíce známý jako člen skupin Uriah Heep v letech 1970-1971. a Cressida.

## Diskografie
- Cressida (Cressida)
- Asylum (Cressida)
- Downunder: Live In Australia (Bert Jansch)
- Dazzling Stranger (Bert Jansch)
- Look at Yourself (Uriah Heep)